# Шерегешское городское поселение
Шереге́шское городское поселение — муниципальное образование, занимает северо-восточную часть Таштагольского района Кемеровской области. Центр — посёлок городского типа Шерегеш.

## География
Граничит: на севере — с Новокузнецким районом, на северо-востоке — с Междуреченским городским округом, на юго-востоке — с Усть-Кабырзинским сельским поселением, на юге — с Таштагольским городским поселением, на западе — с Каларским сельским поселением и Казским городским поселением.

## История
Шерегешский Поссовет образован в 1956 году из части территории Шалымского поссовета.
Шерегешское городское поселение образовано 17 декабря 2004 года в соответствии с Законом Кемеровской области № 104-ОЗ.

## Население
| 2009    | 2010    | 2011    | 2012    | 2013    | 2014    | 2015    |
| ------- | ------- | ------- | ------- | ------- | ------- | ------- |
| 10 253  | ↗10 384 | ↘10 369 | ↗10 453 | ↗10 456 | ↘10 373 | ↘10 292 |
| 2016    | 2017    | 2018    | 2019    | 2020    | 2021    |         |
| ↗10 295 | ↗10 297 | ↘10 191 | ↘10 119 | ↘10 028 | ↗10 163 |         |

## Экономика
На территории поселения расположен горнолыжный комплекс Шерегеш

## Состав городского поселения
| №  | Населённый пункт | Тип населённого пункта      | Население |
| -- | ---------------- | --------------------------- | --------- |
| 1  | Ближний Кезек    | посёлок                     | 8         |
| 2  | Верхний Анзас    | посёлок                     | 19        |
| 3  | Викторьевка      | посёлок                     | 0         |
| 4  | Дальний Кезек    | посёлок                     | 17        |
| 5  | За-Мрассу        | посёлок                     | 2         |
| 6  | Парушка          | посёлок                     | 0         |
| 7  | Средний Чилей    | посёлок                     | 7         |
| 8  | Суета            | посёлок                     | 44        |
| 9  | Таенза           | посёлок                     | 0         |
| 10 | Усть-Анзас       | посёлок                     | 87        |
| 11 | Чазы-Бук         | посёлок                     | 27        |
| 12 | Шерегеш          | пгт, административный центр | ↗9911     |